# 美國的警察暴力
美國警暴的情況在西方中比較嚴重。根據華盛頓郵報在2022年，美國警察殺死了1096人，從2015年到2024年十年間已經殺死10429人。21世紀初期，美國政府試圖追蹤被警察殺死的人數，但最後沒有結果。
美國聯邦調查局報告指，在2012年，黑人佔美國13%人口，但在美國警暴事件中被殺害者中，達31%是黑人。 
在2020年5月25日，在沒有武裝，並戴著手銬的喬治·弗洛伊德因涉嫌使用偽鈔被捕時，被警察使用過度武力拘捕導致死亡，觸發世界各地的示威行動，抗議美國和世界各地的種族歧視。
美國《新聞周刊》網站8月25日发表題為《自喬治·弗洛伊德死亡以來，美國警方只有3天沒有殺人》的文章稱: 
- 根據截至8月22日的數據，自5月25日弗洛伊德死亡以來，警方沒有殺死人的日子只有3天———6月4日、6月14日和8月12日。
- 追蹤美國警察槍擊事件的“勘測警察暴力”組織稱，在2020年的前235天里，警方殺死了751人。

一項2019年的研究指出，警察殺人是美國25-29歲男子死亡原因第三名，每100000人中有1.8人死亡，僅次於意外死亡和其他兇殺。
《華盛頓郵報》自2015年以來開始追蹤槍擊事件，已發生5,000多起案件。據報道，2019 年共有1,004人被警方開槍打死。根據《華盛頓郵報》資料庫，自 2015 年以來，已有6,600人被殺，其中包括6,303名男性和294名女性。在死者中，3,878人持槍，1,119人持刀，218人開車，244人持玩具武器，421人手無寸鐵。

## 解決方案
在美國，其中一個避免警察暴力的方法是配戴警用密錄器，如果警察知道自己的行為會被記錄下來，就不太可能做出不當行為。